# Миро
Миро, смирна или измирна је врста мирисне смоле, која потиче од различитих врста афричког и арапског дрвећа, али се за производњу пре свега користи Commiphora myrrha. Током векова Смирна се користи за парфеме, кађење као и у медицинске сврхе.

## Назив
Реч миро је изведена из заједничког семитског корена m-r-r са значењем „горко” (транслит. ; транслит.). У наш језик је дошла из хебрејске Библије, где се појављује као хебр. , транслит. . Реч се појављује у грчкој митологији, као Мирна, жена која претворена у дрво који лучи смолу. Касније се реч појављује у Септуагинти, а у старогрчком језику је основа за реч која претставља парфем (транслит.). 

## Употреба у хришћанству
Према хришћанском предању, жене мироносице су носиле миро на Христов гроб да помажу његово тело, али су тамо затекле белог анђела који им је рекао да је Исус "устао".
Под миром се може мислити на уље за помазање (→ ru), које се у црквама спрема сваких неколико година (у СПЦ између два рата мироварење је вршено пет пута).